# Leila Al-Shami
Leila Al-Shami est une écrivaine et militante des droits humains syro-britannique, qui s'est engagée auprès des mouvements politiques de défense des droits de l'homme, notamment en Syrie.
Elle a co-écrit le livre Burning Country : Syrians in Revolution and War avec Robin Yassin-Kassab, publié pour la première fois en 2016, puis mis à jour avec un nouveau chapitre final en 2018. Ce livre tend à décrire et analyser le contexte du régime autoritaire syrien, l'événement de la révolution syrienne de 2011, dans le contexte des printemps arabes et les développements en guerre civile ; en mettant l'accent sur les organisations de base et les réseaux de conseils locaux pertinents pour guider le mouvement populaire. Le livre a reçu une large attention et plusieurs distinctions.
Leila Al-Shami publie dans le New York Times, elle contribue à Global Voices. Elle a également écrit sur la trajectoire de l'anarchiste syrien Omar Aziz et son impact sur la révolution syrienne.

## Publications
- Leïla al-Shami et Robin Yassin-Kassab, Burning Country : Syrians in Revolution and War, 2016

### Contribution
- Collectif, Syrie, le pays Brûlé (1970 - 2021). Le livre noir des Assad, Seuil, septembre 2022, 847 p. (ISBN 978-2-02-150233-6)